# Südlicher Blaupfeil

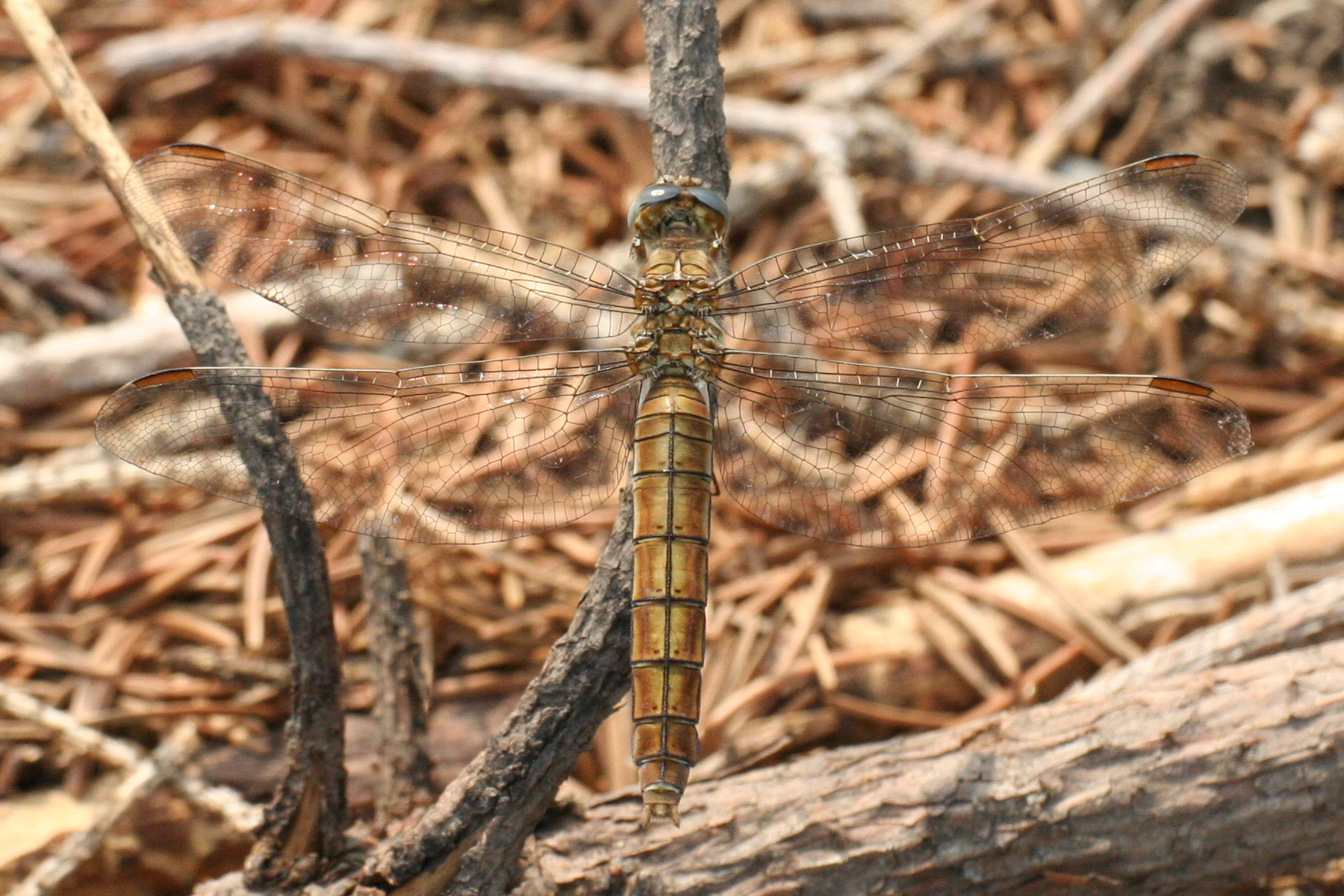
Weibchen

Der Südliche Blaupfeil (Orthetrum brunneum) ist eine Libellenart aus der Familie der Segellibellen. Sie teilt sich in zwei Unterarten, wobei Orthetrum brunneum brunneum hauptsächlich in der Paläarktis und Orthetrum brunneum cycnos auf Korsika und Sardinien verbreitet ist.

## Merkmale

### Imago
Der Südliche Blaupfeil ist eine relativ kleine Libelle, deren Hinterleib (Abdomen) bei den Männchen eine Länge zwischen 29 und 31 Millimeter erreicht. Die Weibchen messen hier 29 bis 30 Millimeter. Bei den jungen Imagines ist der Körper des Männchens bräunlich grau mit einem violetten Unterton oder blass grau vermischt mit einem schwachen gelblichen Braunton gefärbt. Das Weibchen hingegen ist eher ockerbraun. Das Abdomen tendiert etwas mehr ins gräuliche mit einem leichten gelblichen und blasslilanen Überzug. Im Laufe der Entwicklung des Männchens breiten sich die anfangs sehr feinen schwarzen Begrenzungslinien des Abdomens aus und verfärben sich hellblau. Das ausgefärbte Männchen ist vollständig mit blauen Bereifungen versehen, die dichter liegen und heller sind als beim Kleinen Blaupfeil. Das Weibchen hingegen nimmt einen gräulichen Braunton an. Die Seiten der ersten drei Abdomensegmente sowie das Gesicht sind weißlich violett. Die durchsichtigen Hinterflügel messen bei beiden Geschlechtern 34 bis 35 Millimeter. Das Flügelmal (Pterostigma) ist bei den Männchen mit 2,8 bis 3,3 Millimeter aber deutlich kleiner als bei den Weibchen, bei denen es 3,5 bis 3,8 Millimeter misst.

### Larve
Wie die Imagines vollziehen auch die Larven eine farbliche Wandlung. So sind die frisch aus dem Ei geschlüpften Larven noch hellgrau und messen nur einen Millimeter. Die Vorderseite des Kopfes und die Beine sind dunkelgrau. Mit der Entwicklung der Larve färbt sich diese grünlich braun, wobei die Flügelscheiden dunkelbraun sind. Die schon beim Kleinen Blaupfeil schwach ausgeprägten Lateraldornen auf den Segmenten acht bis neun fehlen beim Südlichen Blaupfeil vollständig. Dafür befinden sich auf den Segmenten drei bis sechs sehr kleine Dorsaldornen. Im letzten Larvenstadium messen sie 18 bis 20,5 Millimeter.

## Lebensraum
Der Lebensraum des Südlichen Blaupfeils besteht meist aus Gräben, Wiesenbächen, Kanälen oder flachen Tümpeln deren Ufer nicht zu stark bewachsen ist.

## Fortpflanzung

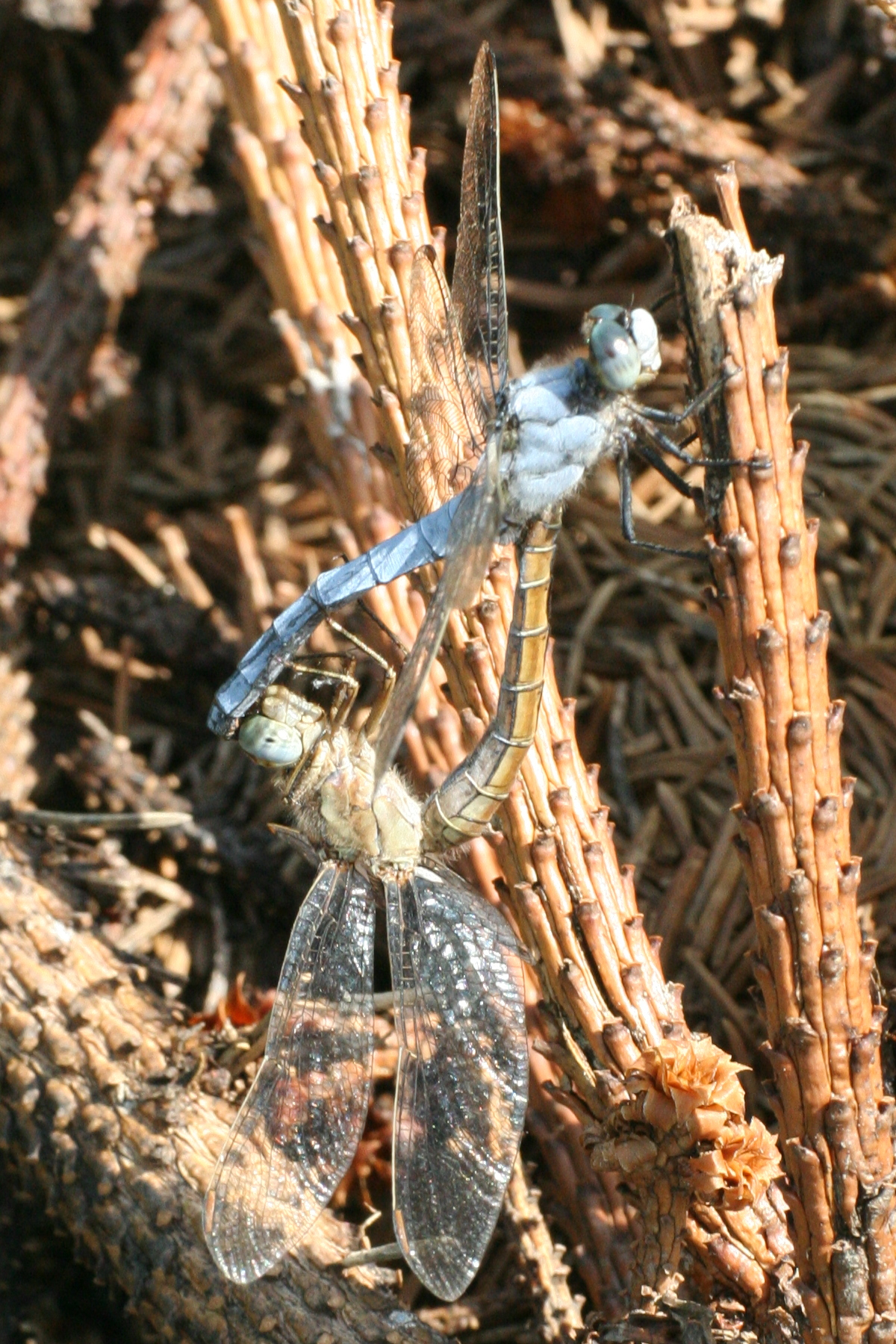
Paarungsrad

Die Männchen wählen in der Paarungszeit Reviere entlang des Flusses, die zwischen 25 und 50 Meter lang sein können und von ihnen verteidigt werden. Ein einmal gewähltes Revier behalten die Tiere dabei oft über Wochen und Tage bei. Fliegt ein Weibchen vorbei, fliegt das Männchen hin und koppelt sich im Flug an. Das entstehende Paarungsrad landet dann meist für ein bis zwei Minuten. Nach der Paarung umfliegt das Männchen das Weibchen solange, bis dieses zur Eiablage losfliegt. Während der Eiablage wird das Weibchen stets durch das in der Nähe fliegende Männchen bewacht. Innerhalb von fünf Minuten legt das Weibchen ihre durchschnittlich 0,32 × 0,48 Millimeter messenden Eier ab. Verglichen mit anderen Libellenarten zeigt dabei die Form eine außerordentliche Variabilität.

## Forschungsgeschichte
Erstmals beschrieben wurde die Art im Jahre 1837 durch Fonscolombe anhand eines Männchens aus Aix-en-Provence. Dieser gab dem Tier den Namen Libellula brunea. Alle weiteren Beschreibungen erfolgten dann in der Gattung Orthetrum. Die zweite Unterart wurde erstmals 1848 durch Selys beschrieben. Er nannte sein Weibchen aus Korsika Libellula cycnos. Selys war es auch, der die Art 1864 zur Unterart herabstufte und sie neben Orthetrum brunneum stellte.